# Chaquesia guaranitica
Genre
Espèce
Synonymes
- Goyazella guaranitica Mello-Leitão, 1933

Chaquesia guaranitica, unique représentant du genre Chaquesia, est une espèce d'opilions laniatores de la famille des Gonyleptidae.

## Distribution
Cette espèce est endémique de la province du Chaco en Argentine.

## Description
Le mâle holotype mesure 12 mm.

## Systématique et taxinomie
Cette espèce a été décrite sous le protonyme Goyazella guaranitica par Mello-Leitão en 1933. Elle est placée dans le genre Chaquesia par Soares en 1944.

## Publications originales
- Mello-Leitão, 1933 : « Alguns Laniatores novos da Republica Argentina. » Annaes da Academia Brasileira de Sciencias, vol. 5, p. 55–59.
- Soares, 1944 : « Notas sobre opiliões da coleção do Museu Nacional do Rio de Janeiro. » Papeis Avulsos do Departamento de Zoologia, vol. 6, p. 163–180.